# 辛桐
辛桐（1987年1月6日—），黑龙江哈尔滨人，中国男子游泳运动员。
2008北京奥运会中国体育代表团成员，主攻中长距离及公开水域自由泳。

## 运动经历
- 2000年 北京市木樨园体育运动技术学校 教练陈映红
- 2000年 北京市游泳队 教练陈映红
- 2003年 中国国家游泳队 教练陈映红

## 主要成绩
- 2003年 全国游泳冠军赛 4×200米自由泳接力 第一名
- 2003年 全国游泳锦标赛 4×200米自由泳接力 第一名
- 2003年 全国游泳短池锦标赛 4×200米自由泳接力 第一名
- 2004年 全国游泳冠军赛 4×200米自由泳接力 第一名
- 2005年 亚欧青少年运动会 200米自由泳 第一名[1]
- 2005年 东亚运动会 800米自由泳 第二名
- 2008年 好运北京中国游泳公开赛 男子4×200米自由泳 第一名